# Port de Tel-Aviv
El Port de Tel-Aviv és un districte comercial i d'entreteniment en el nord-oest de Tel-Aviv, una ciutat costanera i mediterrània que havia estat la capital de l'Estat d'Israel. El port de Tel-Aviv es va obrir al transit marítim el 23 de febrer de 1938 i es va tancar el 25 d'octubre de 1965, quan les operacions marítimes es van traslladar al port d'Asdod. En els darrers anys el port ha estat sotmès a un extens programa de restauració i ha esdevingut una atracció popular pels habitants de ciutat. El port està al costat de la desembocadura del riu Yarkon. En 2011 es va anunciar que la zona s'anava a desenvolupar per esdevenir un districte turístic amb equipaments culturals i d'entreteniment semblant al Times Square de Nova York

## Galeria d'imatges

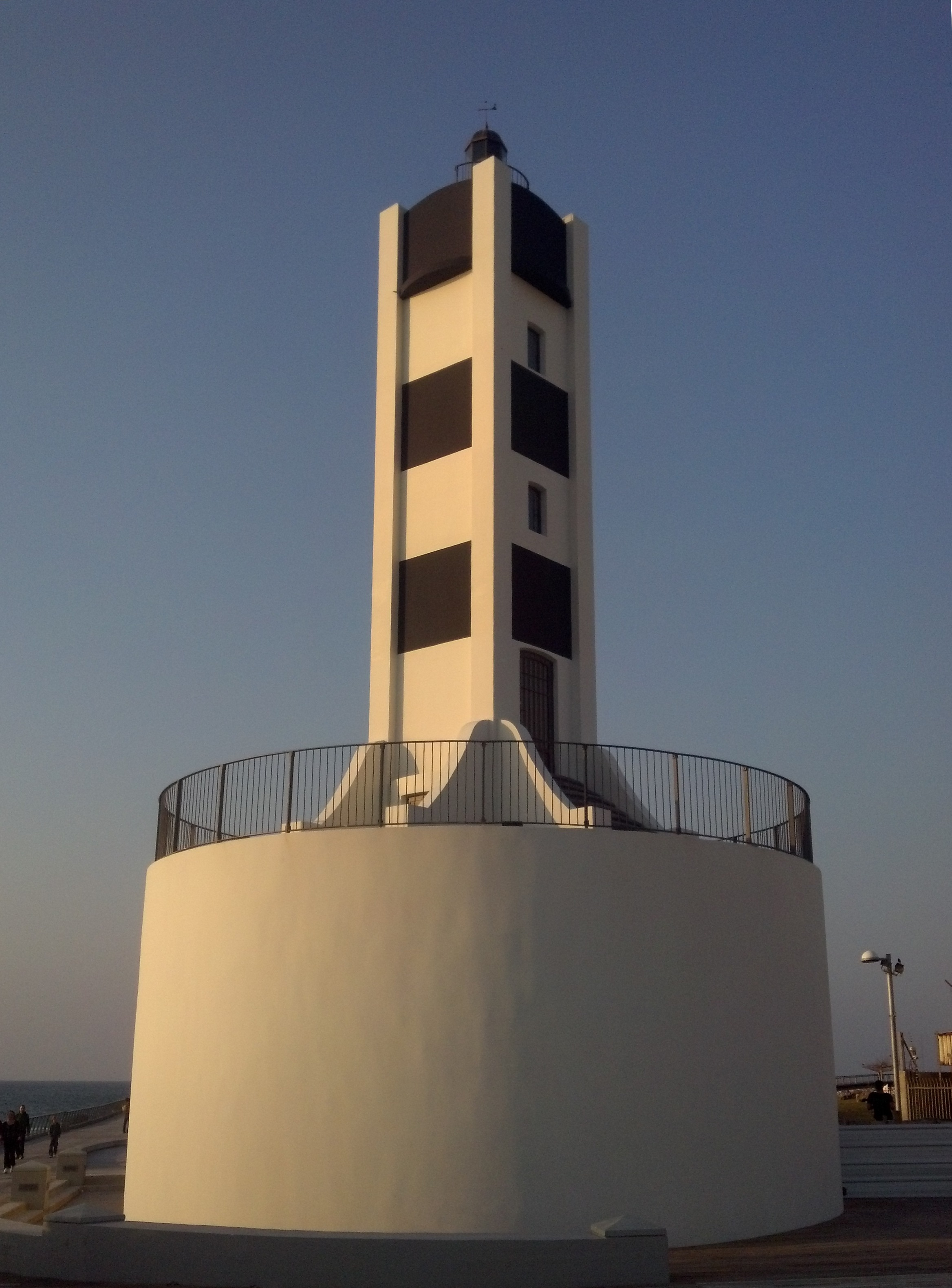
Far del Port de Tel-Aviv.
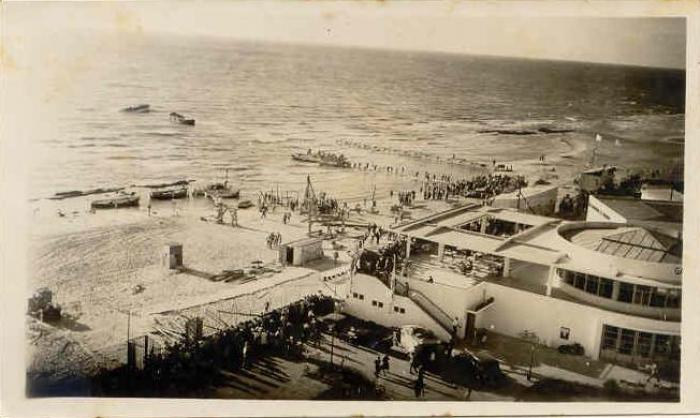
Fira de Llevant el 1933.
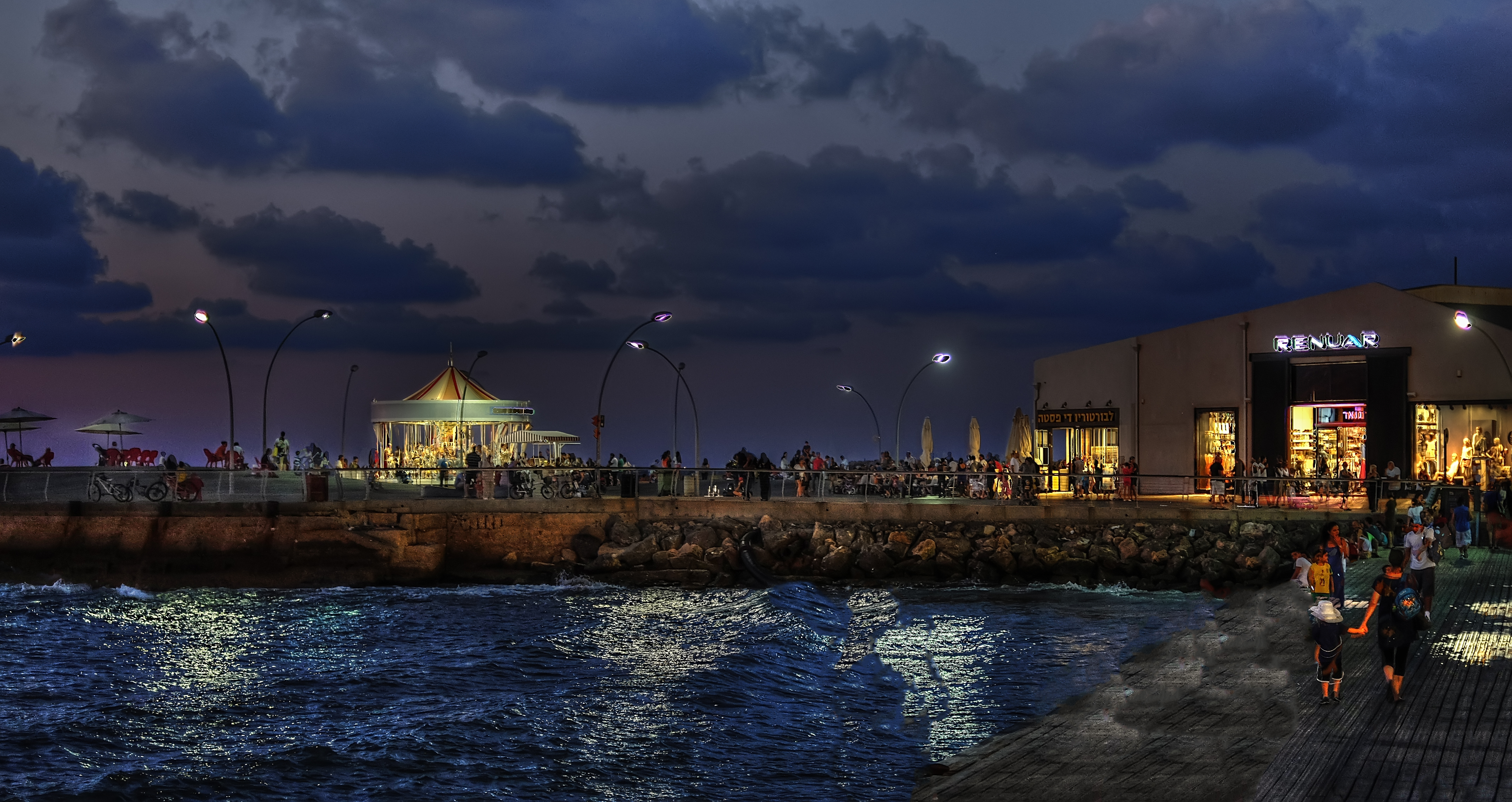
La zona del port de nit.
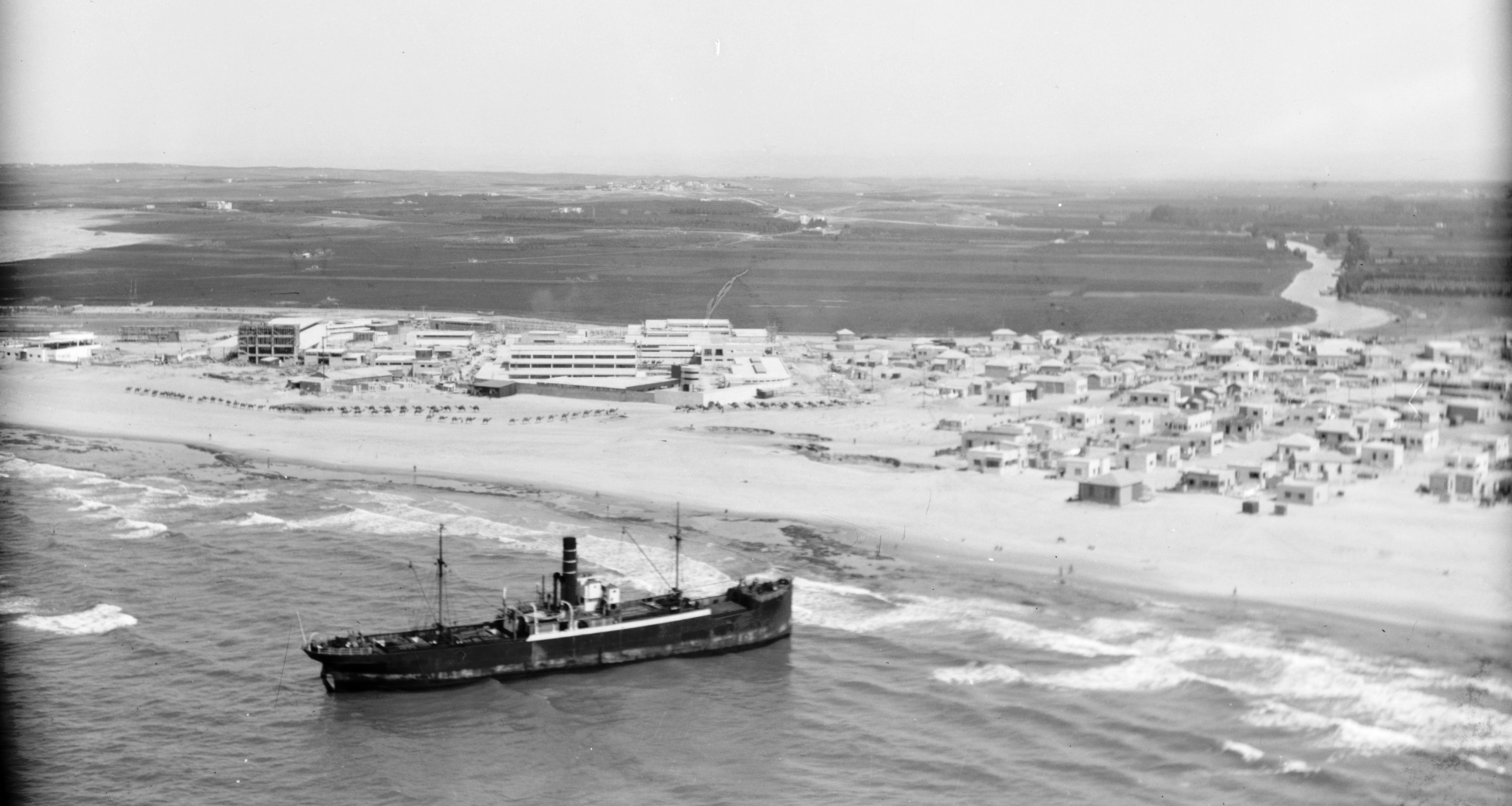
Un vaixell a prop del port de Tel-Aviv, 1932.